# Seven Stones
"Seven Stones" (en castellano: "Siete Piedras") es una canción de la banda de rock progresivo Genesis de su tercer álbum: "Nursery Cryme". Fue escrita en la primavera de 1971 y grabada en agosto del mismo año. Es una canción sustentada en armonías complejas de órgano y melotrón, habituales en las piezas concebidas por el teclista Tony Banks.
Cuenta la historia de un hombre anciano, quien deja que las oportunidades le den rumbo a su vida. "Seven Stones" está dotada de una progresión melódica y armónica bien elaborada, con un notable 'in crescendo' y desvanecimiento final, siendo uno de los temas más notables del disco.
El título de la canción es una alusión a la Biblia: siete piedras, siete lápidas o siete casas como también parece dar a entender en la letra. Seven Stones ha sido interpretada en vivo en muy pocas oportunidades, no sobrevivió al lanzamiento del próximo álbum del grupo Foxtrot, y no existe ninguna grabación en vivo oficial de la misma.
La canción fue interpretada ocasionalmente en la gira anterior a la grabación de Foxtrot. Al parecer, sólo fue tocada durante la gira por Italia en 1972. La única versión en existencia es de un concierto en Génova el 22 de agosto de 1972, y ni siquiera se encuentra completa.
- Datos: Q340118